# 西米良村立西米良中学校
西米良村立西米良中学校（にしめらそんりつ にしめらちゅうがっこう）は、宮崎県児湯郡西米良村大字村所にある公立の中学校。

## 概要
概要
1947年（昭和22年）の学制改革により、新制中学校として発足。2022年（令和4年）には創立75周年を迎えた。また、2024年（令和6年）より小中一貫校となっている。
へき地等級は2級に指定されている。

教育目標
「郷土を愛し心身ともに健康で 生き生きと活動する生徒の育成」
校章
1951年（昭和26年）制定。
校歌
1956年（昭和31年）制定。作詞は同窓生（西米良中学校友会）、作曲は海老原直による。歌詞は3番まであり、歌詞中に校名は登場しない。
通学区域
西米良村全域。小学校区は西米良村立村所小学校。
交流
1957年（昭和32年）から熊本県湯前町立湯前中学校と交流を行っており、2023年（令和5年）には66回目を迎えた。

## 沿革
- 1947年（昭和22年）
  - 4月30日 - 新制中学校「西米良村立西米良中学校」（現校名）の設立が認可される。分校3校（小川・越野尾・板谷[2]）を設置。
  - 5月8日 -  村所小学校の校舎の一部を教室に充当し、開校式並びに第一回入学式を挙行。
- 1948年（昭和23年）
  - 4月9日 - 尾股分校の設立が認可される（西米良村立村所小学校尾股分校に併設）。
  - 11月1日 - 上米良分校の設立が認可される（西米良村立上米良小学校に併設）。
- 1949年（昭和24年）9月 - 本校校舎東南に2教室を増築。板谷分校の校舎が完成。
- 1950年（昭和25年）1月28日 - 午前9時30分、村所で大火災が発生。多数の生徒が罹災。全国から激励と義援金が寄せられる。中学校生徒大いに消火，搬出に協力。
- 1951年（昭和26年）
  - 5月26日 - 午前3時30分、村所2度目の大火に見舞われる。再び罹災生徒が続出。
  - 11月17日 -  村所字広瀬青年学校跡で、本校独立校舎建築起工式を挙行。村所字広瀬青年学校跡で。
  - 11月20日 -  校章および校旗を制定。
- 1952年（昭和27年）6月 - 生徒会綱領を制定。
- 1954年（昭和29年）10月 - 運動場を拡張。
- 1955年（昭和30年）6月 -  台風による被害を受けていた運動場が復旧。
- 1956年（昭和31年）6月17日 - 校歌を制定。
- 1957年（昭和32年）8月 -  熊本県湯前町立湯前中学校との親善試合を開始。
- 1961年（昭和36年）4月1日 - 尾股分校が分離の上、西米良村立尾股中学校として独立。
- 1962年（昭和37年）
  - 3月 - 上米良分校を廃止の上、統合。
  - 4月 - 女子制服を制定。
- 1965年（昭和40年）4月1日 - 板谷分校および越野尾分校を廃止の上、統合。
- 1967年（昭和42年）
  - 3月 - 小川分校校舎を改築。
  - 4月 - 女子制服を改定。
- 1970年（昭和45年）4月1日 - 小川分校が分離の上、西米良村立小川中学校として独立。
- 1976年（昭和51年）8月 - 陸上自衛隊による校地拡張工事が完了。
- 1977年（昭和52年）8月 - 陸上自衛隊による校地拡張工事が完了。
- 1978年（昭和53年）4月1日 - 西米良村立尾股中学校を統合。
- 1979年（昭和54年）
  - 2月 - 新校舎およびへき地集会室が完成。
  - 8月 - サーキットコースが完成。
- 1989年（平成元年）4月1日 -  西米良村立小川中学校を統合。
- 1991年（平成3年）8月 - パソコン教室が完成。
- 1997年（平成9年）5月 - 開校50周年記念式典を挙行。
- 2014年（平成26年）3月 - 学校正門階段ならびに車両専用道が完成。
- 2024年（令和6年）
  - 4月1日 - 小中一貫校となり、村所小学校校長が西米良中学校の校長を兼任。
  - 4月10日 - 村所小学校において小中合同入学式を挙行。

## 著名な出身者
- 小河孝浩 - 写真家

## 交通
最寄りの鉄道駅
- JR九州
  - 日豊本線 「高鍋駅」より58km（車1時間30分）
  - 肥薩線 「人吉駅」より46.6km（車1時間）
- くま川鉄道湯前線 「湯前駅」より21.5km（車30分）

最寄りのバス停留所
- 宮崎交通バス 西都バスセンター～杉安峡～村所線 「西米良中学校下」バス停[注 1][3]
- 西米良村営バス（やまびこ） 「中学校下」停留所[3]

最寄りの幹線道路
- 人吉ICより45km（車1時間）
- 国道219号・国道265号 「村所」交差点

## 周辺
- 西米良村立村所小学校
- 西米良村役場
- 基幹集落センター
- 村所八幡神社
- 一ツ瀬川

## 参考資料
- 「西米良村史」（1973年（昭和48年）10月30日発行, 西米良村役場）p.778～p.786（各学校の沿革）